# Erik Vårdstedt
Carl Erik Christian Vårdstedt, född 11 juli 1969 i Uppsala, är en svensk kompositör och musiker.  

## Filmmusik
- 2002 – Kontraktet
- 2006 – Sökarna – Återkomsten[källa behövs]